# Timonius platycarpus
Timonius platycarpus là một loài thực vật có hoa trong họ Thiến thảo. Loài này được Montrouz. miêu tả khoa học đầu tiên năm 1860.